# Pygommatius grossus
Pygommatius grossus är en tvåvingeart som först beskrevs av Scarbrough och Marascia 2003.  Pygommatius grossus ingår i släktet Pygommatius och familjen rovflugor.
Artens utbredningsområde är Kongo. Inga underarter finns listade i Catalogue of Life.